# Hodoyoshi-3
Hodoyoshi-3 (jap. ほどよし3号, Hodoyoshi 3-gō) ist ein experimenteller Erdbeobachtungssatellit der Universität Tokio.
Er wurde am 19. Juni 2014 um 19:11 UTC mit einer Dnepr-Trägerrakete vom Kosmodrom Jasny (zusammen mit 36 weiteren Satelliten, darunter Deimos-2, KazEOSat-2, Hodoyoshi-4) in eine sonnensynchrone Umlaufbahn gebracht.
Der dreiachsenstabilisierte Satellit ist mit zwei Kameras mit einer Auflösung von 40 m und 200 m und einer Schwadbreite von 82 km und 491 km ausgerüstet. Die Energieversorgung übernehmen Solarzellen mit 100 Watt Leistung (die Nutzlast benötigt etwa 50 Watt) und Lithium-Ionen-Akkumulatoren mit einer Kapazität von 5,8 Ah. Die Steuerung des Satelliten erfolgt über eine S-Band-Funkverbindung mit 4 kbps uplink und  4/32/64 kbps downlink. Die Datenübermittlung erfolgt im X-Band mit 10 MBps. Die Bahnregelung übernehmen Wasserstoffperoxid-Triebwerke.